# Tia Paschal
Tia Paschal (Thomson, 22 marzo 1969) è un'ex cestista statunitense, professionista nella WNBA.

## Carriera
Ha disputato una stagione con le Charlotte Sting.